# Different World
„Different World“ е първата песен от албума на Айрън Мейдън „A Matter of Life and Death“, издаден през 2006 г. Освен това е и вторият сингъл от този албум. Според групата песента е трибют към Тин Лизи.

### CD за САЩ
1. „Different World“ – 4:15 (Ейдриън Смит, Стив Харис)
2. „Hallowed Be Thy Name“ ('Legends' Session) – 7:13 (Харис)
3. „The Trooper“ ('Legends' Session) – 3:56 (Харис)

### Дигитален сингъл
Интервю със Стив Харис е предоставено, в случай че е поръчано предварително, преди 26 декември 2006 чрез официалния сайт на групата.
1. „Different World“ (на живо от Олбор, по време на турнето за „A Matter of Life and Death“, 9 ноември 2006) – 4:15 (Смит, Харис)
2. Интервю със Стив Харис за „A Matter of Life and Death“ – 10:38

### CD за Европа
1. „Different World“ – 4:15 (Смит, Харис)
2. „Iron Maiden“ (на живо от Копенхаген, по време на турнето за „A Matter of Life and Death“, 10 ноември 2006) – 5:40 (Харис)

### Европейско DVD издание
1. „Different World“ – 4:15 (Смит, Харис)
2. „The Reincarnation of Benjamin Breeg“ (на живо от Копенхаген, по време на турнето за „A Matter of Life and Death“, 10 ноември 2006) – 7:44 (Дейв Мъри, Харис)
3. „Hocus Pocus“ – 5:33 (кавър на Focus)

### 7-инчов диск за Европа
1. „Different World“ – 4:15 (Смит, Харис)
2. „Fear of the Dark“ (на живо от Копенхаген, по време на турнето за „A Matter of Life and Death“, 10 ноември 2006) – 7:45 (Харис)

## Състав
- Брус Дикинсън – вокал
- Дейв Мъри – китара
- Яник Герс – китара, беквокали
- Ейдриън Смит – китара, беквокали
- Стив Харис – бас, беквокали
- Нико Макбрейн – барабани

|  | Тази страница частично или изцяло представлява превод на страницата Different World (song) в Уикипедия на английски. Оригиналният текст, както и този превод, са защитени от Лиценза „Криейтив Комънс – Признание – Споделяне на споделеното“, а за съдържание, създадено преди юни 2009 година – от Лиценза за свободна документация на ГНУ. Прегледайте историята на редакциите на оригиналната страница, както и на преводната страница, за да видите списъка на съавторите. ВАЖНО: Този шаблон се отнася единствено до авторските права върху съдържанието на статията. Добавянето му не отменя изискването да се посочват конкретни източници на твърденията, които да бъдат благонадеждни. |